# Campo Maior (Portogallo)
Campo Maior ('kɐ̃pu mɐi'ɔɾ, Campomayor in spagnolo) è un comune portoghese di 8 387 abitanti situato nel distretto di Portalegre.

## Società

### Evoluzione demografica
| Popolazione di Campo Maior (1801 – 2004) | Popolazione di Campo Maior (1801 – 2004) | Popolazione di Campo Maior (1801 – 2004) | Popolazione di Campo Maior (1801 – 2004) | Popolazione di Campo Maior (1801 – 2004) | Popolazione di Campo Maior (1801 – 2004) | Popolazione di Campo Maior (1801 – 2004) | Popolazione di Campo Maior (1801 – 2004) | Popolazione di Campo Maior (1801 – 2004) |
| ---------------------------------------- | ---------------------------------------- | ---------------------------------------- | ---------------------------------------- | ---------------------------------------- | ---------------------------------------- | ---------------------------------------- | ---------------------------------------- | ---------------------------------------- |
| 1801                                     | 1849                                     | 1900                                     | 1930                                     | 1960                                     | 1981                                     | 1991                                     | 2001                                     | 2004                                     |
| 4975                                     | 4416                                     | 6050                                     | 8234                                     | 9887                                     | 8549                                     | 8535                                     | 8387                                     | 8359                                     |

## Freguesias
- Nossa Senhora da Expectação (Campo Maior)
- Nossa Senhora da Graça dos Degolados
- São João Baptista (Campo Maior)